# Oeladzimir Valtsjkow
Oeladzimir Valtsjkow (Minsk, 7 april 1978) is een voormalig Wit-Russisch tennisser, die in 1995 toetrad tot de rijen der professionals. 
Valtsjkow behaalde zijn grootste succes door als kwalificatiespeler de halve finale te halen op Wimbledon in 2000. John McEnroe en Filip Dewulf net als Valtsjkow als kwalificatiespeler de halve finale van een grandslamtoernooi in de Open tijdperk.  

## Palmares
| Legenda                       | Legenda               |
| ----------------------------- | --------------------- |
| Grand Slam                    |                       |
| Olympische Spelen             |                       |
| tot 2009                      | vanaf 2009            |
| Tennis Masters Cup            | ATP Finals            |
| ATP Masters Series            | ATP Tour Masters 1000 |
| ATP International Series Gold | ATP Tour 500          |
| ATP International Series      | ATP Tour 250          |

### Enkelspel
| Nr.              | Datum             | Toernooi     | Ondergrond | Tegenstander in finale | Score    | Details |
| ---------------- | ----------------- | ------------ | ---------- | ---------------------- | -------- | ------- |
| Verloren finales |                   |              |            |                        |          |         |
| 1.               | 15 september 2002 | ATP Tasjkent | Hardcourt  | Jevgeni Kafelnikov     | 6-7, 5-7 | Details |

| Nr.                          | Datum            | Toernooi     | Ondergrond | Partner        | Tegenstanders in finale        | Score         | Details |
| ---------------------------- | ---------------- | ------------ | ---------- | -------------- | ------------------------------ | ------------- | ------- |
| Gewonnen finales herendubbel |                  |              |            |                |                                |               |         |
| 1.                           | 16 februari 2003 | ATP San José | Hardcourt  | Lee Hyung-taik | Paul Goldstein Robert Kendrick | 7-5, 4-6, 6-3 | Details |

## Prestatietabellen
| Legenda | Legenda                          |
| ------- | -------------------------------- |
| g.t.    | geen toernooi gehouden           |
| l.c.    | lagere categorie                 |
| –       | niet deelgenomen                 |
| G       | uitgeschakeld in de groepsfase   |
| 1R      | uitgeschakeld in de eerste ronde |
| 2R      | uitgeschakeld in de tweede ronde |
| 3R      | uitgeschakeld in de derde ronde  |
| 4R      | uitgeschakeld in de vierde ronde |
| KF      | uitgeschakeld in de kwartfinale  |
| HF      | uitgeschakeld in de halve finale |
| F       | de finale verloren               |
| W       | het toernooi gewonnen            |
| w-v     | winst/verlies-balans             |

### Prestatietabel enkelspel
| Grandslamtoernooien  |      |      |    |      |      |      |     |      |      |      |      |
| Australian Open      | –    | 1R   | –  | 1R   | 2R   | 1R   | –   | –    |      |      |      |
| Roland Garros        | –    | 1R   | –  | 1R   | –    | 1R   | 2R  | –    |      |      |      |
| Wimbledon            | 3R   | 1R   | HF | 1R   | –    | 1R   | –   | –    |      |      |      |
| US Open              | –    | –    | –  | 2R   | –    | 1R   | –   | –    |      |      |      |
| olympisch            |      |      |    |      |      |      |     |      |      |      |      |
| Olympische Spelen    | g.t. | g.t. | 2R | g.t. | g.t. | g.t. | 1R  | g.t. | g.t. | g.t. | g.t. |
| Statistieken         |      |      |    |      |      |      |     |      |      |      |      |
| Totaal aantal titels | -    | -    | -  | -    | -    | -    | -   | -    |      |      |      |
| Eindejaarsranking    | 162  | 174  | 46 | 99   | 73   | 120  | 192 | 223  |      |      |      |

### Prestatietabel dubbelspel
| Grandslamtoernooien  |      |      |      |      |      |      |     |      |      |      |      |
| Australian Open      | –    | –    | –    | –    | 1R   | 2R   | –   | –    |      |      |      |
| Roland Garros        | –    | –    | –    | –    | 1R   | 2R   | –   | –    |      |      |      |
| Wimbledon            | –    | –    | –    | HF   | 3R   | 1R   | –   | –    |      |      |      |
| US Open              | –    | –    | –    | 2R   | –    | –    | –   | –    |      |      |      |
| olympisch            |      |      |      |      |      |      |     |      |      |      |      |
| Olympische Spelen    | g.t. | g.t. | KF   | g.t. | g.t. | g.t. | 2R  | g.t. | g.t. | g.t. | g.t. |
| Statistieken         |      |      |      |      |      |      |     |      |      |      |      |
| Totaal aantal titels | -    | -    | -    | -    | -    | 1    | -   | -    |      |      |      |
| Eindejaarsranking    | 268  | 348  | 1179 | 102  | 109  | 132  | 308 | 474  |      |      |      |